# Marian-Jean Marinescu
Marian-Jean Marinescu (ur. 11 sierpnia 1952 w Râmnicu Vâlcea) – rumuński polityk i inżynier, były poseł, deputowany do Parlamentu Europejskiego VI, VII, VIII i IX kadencji.

## Życiorys
Ukończył w 1976 studia na Uniwersytecie Politechnicznym w Bukareszcie. Pracował w przedsiębiorstwach przemysłu lotniczego w Krajowie i Bukareszcie. Od 1991 do 1996 i ponownie w latach 2000–2004 był dyrektorem generalnym spółki akcyjnej CPCA. W międzyczasie kierował urzędem wojewódzkim okręgu Dolj.
W 1992 wstąpił do Partii Demokratycznej, przekształconej w 2008 w Partię Demokratyczno-Liberalną. W latach 90. był radnym Krajowy. W 2004 uzyskał mandat posła do rumuńskiej Izby Deputowanych, niższej izby parlamentu krajowego.
Był obserwatorem w Parlamencie Europejskim. 1 stycznia 2007 objął mandat eurodeputowanego, utrzymał go w wyborach w tym samym roku, został wiceprzewodniczącym grupy EPP-ED. W wyborach w 2009, 2014 i 2019 skutecznie ubiegał się o reelekcję. W 2014 wraz ze swoim ugrupowaniem dołączył do Partii Narodowo-Liberalnej.
Odznaczony Krzyżem Wielkiego Oficera Orderu Gwiazdy Rumunii.